# Conan il distruttore
Conan il distruttore (Conan the Destroyer) è un film del 1984 diretto da Richard Fleischer.
Si tratta di un sequel di Conan il barbaro del 1982. Conan è il personaggio ideato da Robert E. Howard nel 1932 sulle pagine di Weird Tales, e alla sua versione fumettistica di Roy Thomas (autore del soggetto per questo film con Gerry Conway, altro noto autore di fumetti). Ripropone nei panni di Conan l'attore di origine austriaca Arnold Schwarzenegger. I nuovi personaggi includono Zula, interpretata da Grace Jones, e Mombaata, interpretato da Wilt Chamberlain. Questo seguito ha avuto un buon successo di incassi, sebbene la critica sia stata meno favorevole rispetto al primo film.

## Trama
Il barbaro Conan e il suo compagno Malak vengono portati dalla regina Taramis di Shadizar che chiede a Conan di eseguire due compiti per lei: ottenere una gemma speciale - che può essere toccata solo da sua nipote, Jehnna - e ritrovare il corno magico che può risvegliare Dagoth, il Dio dei sogni e degli incubi. In cambio, lei si offre di resuscitare l'amore perduto di Conan, Valeria. Conan è d'accordo così lui, Malak e Jehnna partono per il loro viaggio.
Lungo il percorso, Conan ottiene l'aiuto del suo vecchio compagno Akiro e incontrano Zula, che si unisce al gruppo. Mombaata, una delle guardie della regina, è mandato per controllare i progressi di Conan e si aggrega a loro nella missione. La banda dei sei si mette in viaggio verso il castello di Toth-Amon, il mago che è in possesso della gemma magica. Comunque, Toth-Amon rapisce Jehnna (sotto forma di una fenice fatta di fumo) prima che essi arrivino al castello. Il gruppo poi entra nel castello, con Conan che combatte contro i sortilegi di Toth-Amon, li sconfigge ferendo mortalmente il mago, che si suicida toccando la gemma e disintegrandosi. Gli eroi, quindi, recuperano Jehnna e la gemma.
Il gruppo riparte alla ricerca del corno magico, che è tenuto nascosto all'interno di una misteriosa fortezza. Jehnna recupera il corno usando la gemma. Dopo essersi imbattuti in alcune difficoltà ad opera di una setta che risiede all'interno della fortezza, provano a tornare dalla regina Taramis. Tuttavia, la regina aveva già dei piani perché Mombaata tradisse Conan durante il viaggio e restituisse Jehnna a Shadizar egli stesso, ed è ciò che fa. Conan e il suo gruppo si mettono all'inseguimento dopo aver appreso la vera natura della rinascita di Dagoth (egli è una creatura malvagia dal potere immenso, che porterebbe morte e distruzione nel mondo). Dopo l'arrivo di Mombaata e Jehnna a Shadizar, la regina comincia i preparativi per il sacrificio di Jehnna. Ella deve essere sacrificata nel momento in cui il corno magico viene reinserito all'interno di Dagoth in modo che nessuna calamità si abbatta sulla città.
Tuttavia, Conan e i suoi amici irrompono durante il rito, evitando il sacrificio di Jehnna, e uccidendo Mombaata. Poiché il rituale non era stato portato a termine, Dagoth si trasforma invece in un incontrollabile mostro, uccidendo la regina Taramis. Segue una eccezionale battaglia nella quale Conan batte il mostro rimuovendo il corno che lo mantiene in vita, e infine sferrandogli il colpo di grazia quando Dagoth cade in ginocchio. Jehnna diventa così la nuova regina di Shadizar e offre a ciascuno dei suoi vecchi compagni di viaggio una carica al servizio della sua corte. Conan, il cui cuore appartiene ancora a Valeria, declina un'offerta di matrimonio e se ne va alla ricerca del suo posto nel mondo.

## Produzione

### Smorzare la violenza
Quando John Milius, regista di Conan il barbaro, si dimostrò indisposto a girare il sequel, Dino De Laurentiis suggerì Richard Fleischer, produttore di Conan il barbaro, alla figlia Raffaella De Laurentiis. Fleischer aveva già lavorato con Dino De Laurentiis in Barabba (1961) e Mandingo (1975).
Conan il barbaro incassò circa 40 milioni di dollari nei botteghini statunitensi, uscì nel 1982 e ottenne una valutazione R, oltre agli ulteriori 50 milioni di dollari che incassò sui mercati stranieri. Dato che la Universal Pictures e Dino De Laurentiis erano convinti che il film avrebbe avuto ancora più successo se fosse stato meno violento, decisero di smorzare i toni nel sequel. Conan il distruttore ottenne in origine una valutazione R, come il primo, ma venne poi girato di nuovo per ottenere una valutazione PG. Fleischer girò un film meno violento e in qualche modo più divertente della prima versione, anche se alcune scene di violenza portarono a risultati sanguinosi.

### Interpreti
Per interpretare il ruolo di Conan in questo film, Arnold Schwarzenegger, su richiesta del regista Richard Fleischer, è dovuto ingrassare di quasi 5 chilogrammi. La cantante Grace Jones ha ricoperto il ruolo della guerriera Zula, ultima sopravvissuta della sua tribú. Al film ha preso parte, per la prima volta in un ruolo di primo piano, anche il giocatore di basket Wilt Chamberlain alto 216 cm. Nel film c'è stata anche la prima apparizione sullo schermo della allora quindicenne Olivia D'Abo nel ruolo della giovane principessa. Tracey Walter ha impersonato il ladro opportunista Malak, parte che inizialmente era stata affidata a David Lander. A causa del peggioramento dello stato di salute, che soffriva di sclerosi multipla, Lander è stato costretto a rinunciare alla parte, che è stata poi affidata a Walter. Nel film compare anche un altro gigante, André the Giant, ma non accreditato poiché era travestito.
Nel doppio ruolo del malvagio Toth Amon e del suo mostruoso alter ego che combatte contro Conan nella stanza degli specchi troviamo Pat Roach, già noto per la sua presenza in pellicole famose, come Arancia meccanica e Barry Lyndon di Stanley Kubrick, e avversario di Indiana Jones nei primi due film della serie, che successivamente comparirà fra gli antagonisti di un altro fantasy diretto da Fleischer, Yado.

### Location
Alcuni esterni del film sono stati filmati in Messico, sia nella città di Pachuca, che sul vulcano spento Nevado de Toluca e sulle Dune di Samalayuca (vicino ad Ciudad Juárez), come anche negli studi di Churubusco (sempre nel Messico). Carlo Rambaldi ha creato il mostro di Dagoth.

### Fotografia
Conan il Distruttore è stato il quarto film in cui il direttore della fotografia britannico Jack Cardiff ha lavorato con Fleischer.

## Accoglienza
Nonostante alcune recensioni negative il film è stato un successo, incassando rispettivamente 31 milioni di dollari in America, che si aggiungono al guadagno di 69 milioni di dollari nel resto del mondo dopo il rilascio nel 1984. Questo successo ha portato Schwarzenegger, Fleischer e De Laurentiis a impegnarsi nella realizzazione di Yado, altro lungometraggio di genere fantasy, l'anno seguente.

## Altri media
Gli scrittori Roy Thomas e Gerry Conway, che hanno scritto la storia originale di questo film, non sono stati soddisfatti con la sceneggiatura finale di Stanley Mann e del film completo, quindi hanno creato la loro storia nella graphic novel Conan: The Horn Of Azoth (Il corno di Azoth) pubblicato nel 1990, disegnato da Mike Docherty. I nomi dei personaggi sono stati cambiati per il graphic novel dal film: Dagoth diventò Azoth, Jehnna diventò Natari, Zula diventò Shumballa, Bombaata diventò Strabo, Toth-Amon divento Rammon e i personaggi della Regina Taramis e Il Leader furono combinati nello stregone Karanthes, padre di Natari. Un'altra trasposizione letteraria del film è stata scritta da Robert Jordan nel 1984.

## Colonna sonora
Anche in questo capitolo la musica è stata affidata al compositore Basil Poledouris, ricevendo una nomination all'International Film Music Critics Award (IFMCA) nel 2011.
1. Main Title / Riders Of Taramis - 3:38
2. Valeria Remembered - 3:07
3. The Horn Of Dagoth - 2:20
4. Elite Guard Attacks - 2:25
5. Crystal Palace - 6:13
6. The Katta - 1:05
7. Dream Quest - 1:31
8. Night Bird - 2:22
9. Approach To Shadizaar - 2:43
10. The Scrolls Of Skelos - 2:25
11. Dueling Wizards - 1:27
12. Illusion's Lake - 1:18
13. Conan & Bombaata Battle - 2:30

## Riconoscimenti
- Nomination IFMCA per la colonna sonora a Basil Poledouris[1]
- Nomination Saturn Award per la miglior attrice non protagonista a Grace Jones
- Razzie Awards al peggior esordiente a Olivia D'Abo

## Seguito
Il titolo della terza pellicola nella trilogia di Conan era stato deciso sin dal 1987 che dovesse essere Conan il conquistatore. Il regista avrebbe dovuto essere Guy Hamilton o John Guillermin. Tuttavia Arnold Schwarzenegger era impegnato nelle riprese del film Predator; il contratto di De Laurentiis con l'attore scadeva dopo gli impegni in Yado e Codice Magnum e il produttore non riuscì ad avere di nuovo sotto contratto Schwarzenegger, il cui cachet era salito di molto. Così il terzo film di Conan finì in un development hell. Il copione alla fine si è trasformato in Kull il conquistatore del 1997 (un altro personaggio di Robeert E. Howard).